# Eriogonum thymoides
Eriogonum thymoides är en slideväxtart som beskrevs av George Bentham. Eriogonum thymoides ingår i släktet Eriogonum och familjen slideväxter. Inga underarter finns listade i Catalogue of Life.